# Rencontres de la Ligue des champions de l'AFC 2020
Les rencontres de la Ligue des champions de l'AFC 2020 sont prévues pour être jouées du 10 février au 6 mai 2020. Un total de 32 équipes jouent en phase de groupes pour décider les 16 places en phase à élimination directe.

## Format

### Critères de départage
Selon l'article 10.5 du règlement de la compétition, en cas d’égalité de points de plusieurs équipes à l'issue des matches de groupe, les critères suivants sont appliqués dans l'ordre indiqué pour établir leur
classement :
1. plus grand nombre de points obtenus dans les matches de groupe disputés entre les équipes concernées ;
2. meilleure différence de buts dans les matches du groupe disputés entre les équipes concernées;
3. plus grand nombre de buts marqués dans les matches du groupe disputés entre les équipes concernées;
4. plus grand nombre de buts marqués à l’extérieur dans les matches du groupe disputés entre les équipes concernées;
5. si, après l’application des critères 1 à 4, plusieurs équipes sont toujours à égalité, les critères 1 à 4 sont à nouveau appliqués exclusivement aux matches entre les équipes concernées afin de déterminer leur classement final. Si cette procédure ne donne pas de résultat, les critères 6 à 12 s’appliquent;
6. meilleure différence de buts dans tous les matches du groupe;
7. plus grand nombre de buts marqués dans tous les matches du groupe;
8. Tirs-au-but si deux équipes seulement sont liées est elles se sont rencontrés au dernier tour du groupe;
9. total le plus faible de points disciplinaires sur la base uniquement des cartons jaunes et des cartons rouges reçus durant tous les matches du groupe (carton rouge = 3 points, carton jaune = 1 point, expulsion pour deux cartons jaunes au cours d'un match = 3 points);
10. Équipe de l'association la mieux classée.

## Calendrier
Le calendrier de chaque journée est comme suit,.
- Matchs en la Région Ouest sont joués le lundi et mardi (deux groupes chaque jour).
- Matchs en la Région Est sont joués le mardi et mercredi (deux groupes chaque jour).

Le calendrier original
| Journées   | Dates                                         | Matchs                                       |
| ---------- | --------------------------------------------- | -------------------------------------------- |
| Journées 1 | 10–12 février 2019(4 matchs reportés)         | Équipe 1 vs. Équipe 4, Équipe 3 vs. Équipe 2 |
| Journées 2 | 17–19 février 2019(3 matchs reportés)         | Équipe 4 vs. Équipe 3, Équipe 2 vs. Équipe 1 |
| Journées 3 | 2–4 mars 2019(14 matchs reportés)             | Équipe 4 vs. Équipe 2, Équipe 1 vs. Équipe 3 |
| Journées 4 | 6–8 avril 2019(Tous les 16 matchs reportés)   | Équipe 2 vs. Équipe 4, Équipe 3 vs. Équipe 1 |
| Journées 5 | 20–22 avril 2019(Tous les 16 matchs reportés) | Équipe 4 vs. Équipe 1, Équipe 2 vs. Équipe 3 |
| Journées 6 | 4–6 mai 2019(Tous les 16 matchs reportés)     | Équipe 1 vs. Équipe 2, Équipe 3 vs. Équipe 4 |

Le nouveau calendrier dans la pandémique de COVID-19
| Journée   | Région occidentale   | Région orientale                |
| --------- | -------------------- | ------------------------------- |
| Journée 1 | —                    | 18–19 novembre 2020 (3 matchs)  |
| Journée 2 | —                    | 21–22 novembre 2020 (4 matchs)  |
| Journée 3 | 14–15 septembre 2020 | 24–25 novembre 2020             |
| Journée 4 | 17–18 septembre 2020 | 27–28 novembre 2020 (6 matchs)  |
| Journée 5 | 20–21 septembre 2020 | 30 novembre – 1er décembre 2020 |
| Journée 6 | 23–24 septembre 2020 | 3–4 décembre 2020               |

### Groupes
Légende des classements
- Qualifié pour les huitièmes de finale

Légende des résultats
- Victoire à domicile
- Match nul
- Victoire à l'extérieur

### Groupe A
| Rang | Équipe    | Pts | J | G | N | P | Bp | Bc | Diff |  | Résultats (▼ dom., ► ext.) |     |     |     |
| ---- | --------- | --- | - | - | - | - | -- | -- | ---- |  | -------------------------- | --- | --- | --- |
| 1    | Al-Ahli   | 6   | 4 | 2 | 0 | 2 | 4  | 6  | -2   |  | Al-Ahli                    |     | 2-1 | 1-0 |
| 2    | Esteghlal | 5   | 4 | 1 | 2 | 1 | 6  | 4  | +2   |  | Esteghlal                  | 3-0 |     | 1-1 |
| 3    | Al-Shorta | 5   | 4 | 1 | 2 | 1 | 4  | 4  | 0    |  | Al-Shorta                  | 2-1 | 1-1 |     |

| 1er journée                   | Al-Shorta                               | 1 - 1   | Estéghlal        | Stade Franso-Hariri, Erbil                   |                                              |
| 10 février 2020 15h30 (17h30) | Faez 48e (pen.)                         | (0 - 1) | 24e (csc) Kadhim | Spectateurs : 6 750 Arbitrage : Ahmed Al-Ali | Spectateurs : 6 750 Arbitrage : Ahmed Al-Ali |
| 10 février 2020 15h30 (17h30) | Rapport (Direct) Rapport (Statistiques) |         |                  | Spectateurs : 6 750 Arbitrage : Ahmed Al-Ali | Spectateurs : 6 750 Arbitrage : Ahmed Al-Ali |

| 2e journée                    | Al-Ahli                                 | 2 - 1   | Esteghlal    | Stade international de Jaber Al-Ahmad, Ville de Koweït (Koweït) |                                              |
| 17 février 2020 16h30 (18h30) | Al-Moasher 17e (pen.) 29e               | (2 - 1) | 22e Motahari | Spectateurs : 6 740 Arbitrage : Ko Hyung-jin                    | Spectateurs : 6 740 Arbitrage : Ko Hyung-jin |
| 17 février 2020 16h30 (18h30) | Rapport (Direct) Rapport (Statistiques) |         |              | Spectateurs : 6 740 Arbitrage : Ko Hyung-jin                    | Spectateurs : 6 740 Arbitrage : Ko Hyung-jin |

| 3e journée                      | Al-Ahli                                 | 1 - 0   | Al-Shorta | Stade international de Khalifa, Doha, (Qatar) |                                             |
| 14 septembre 2020 17h00 (18h00) | Marin 87e                               | (0 - 0) |           | Spectateurs : 0 Arbitrage : Nawaf Shukralla   | Spectateurs : 0 Arbitrage : Nawaf Shukralla |
| 14 septembre 2020 17h00 (18h00) | Rapport (Direct) Rapport (Statistiques) |         |           | Spectateurs : 0 Arbitrage : Nawaf Shukralla   | Spectateurs : 0 Arbitrage : Nawaf Shukralla |

| 4e journée                      | Al-Shorta                               | 2 - 1   | Al-Ahli       | Stade international de Khalifa, Doha, (Qatar) |                                             |
| 17 septembre 2020 17h00 (18h00) | Natiq 14e · Fayyadh 65e                 | (1 - 0) | 56e Al-Majhad | Spectateurs : 0 Arbitrage : Sherzod Kasimov   | Spectateurs : 0 Arbitrage : Sherzod Kasimov |
| 17 septembre 2020 17h00 (18h00) | Rapport (Direct) Rapport (Statistiques) |         |               | Spectateurs : 0 Arbitrage : Sherzod Kasimov   | Spectateurs : 0 Arbitrage : Sherzod Kasimov |

| 5e journée                      | Estéghlal                               | 1 - 1   | Al-Shorta   | Stade international de Khalifa, Doha, (Qatar) |                                          |
| 20 septembre 2020 20h00 (21h00) | Motahari 68e                            | (0 - 1) | 26e Fayyadh | Spectateurs : 0 Arbitrage : Ko Hyung-jin      | Spectateurs : 0 Arbitrage : Ko Hyung-jin |
| 20 septembre 2020 20h00 (21h00) | Rapport (Direct) Rapport (Statistiques) |         |             | Spectateurs : 0 Arbitrage : Ko Hyung-jin      | Spectateurs : 0 Arbitrage : Ko Hyung-jin |

| 6e journée                      | Estéghlal                               | 3 - 0   | Al-Ahli | Stade Al-Janoub, Doha, (Qatar)              |                                             |
| 23 septembre 2020 17h00 (18h00) | Ghayedi 29e · Karimi 38e · Diabaté 54e  | (2 - 0) |         | Spectateurs : 0 Arbitrage : Adham Makhadmeh | Spectateurs : 0 Arbitrage : Adham Makhadmeh |
| 23 septembre 2020 17h00 (18h00) | Rapport (Direct) Rapport (Statistiques) |         |         | Spectateurs : 0 Arbitrage : Adham Makhadmeh | Spectateurs : 0 Arbitrage : Adham Makhadmeh |

### Groupe B
| Rang | Équipe         | Pts | J | G | N | P | Bp | Bc | Diff |  | Résultats (▼ dom., ► ext.) |     |     |     |
| ---- | -------------- | --- | - | - | - | - | -- | -- | ---- |  | -------------------------- | --- | --- | --- |
| 1    | Pakhtakor      | 10  | 4 | 3 | 1 | 0 | 6  | 1  | +5   |  | Pakhtakor                  |     | 2-1 | 3-0 |
| 2    | Shabab Al-Ahli | 7   | 4 | 2 | 1 | 1 | 3  | 2  | +1   |  | Shabab Al-Ahli             | 0-0 |     | 1-0 |
| 3    | Shahr Khodro   | 0   | 4 | 0 | 0 | 4 | 0  | 6  | -6   |  | Shahr Khodro               | 0-1 | 0-1 |     |

| 1er journée                   | Pakhtakor                               | 2 - 1   | Shabab Al-Ahli | Pakhtakor Central Stadium, Tachkent              |                                                  |
| 10 février 2020 12h00 (16h00) | Masharipov 18e · Ćeran 70e              | (1 - 0) | 67e Conde      | Spectateurs : 10 476 Arbitrage : Adham Makhadmeh | Spectateurs : 10 476 Arbitrage : Adham Makhadmeh |
| 10 février 2020 12h00 (16h00) | Rapport (Direct) Rapport (Statistiques) |         |                | Spectateurs : 10 476 Arbitrage : Adham Makhadmeh | Spectateurs : 10 476 Arbitrage : Adham Makhadmeh |

| 2e journée                    | Pakhtakor                               | 3 - 0   | Shahr Khodro | Pakhtakor Central Stadium, Tachkent                     |                                                         |
| 17 février 2020 12h00 (16h00) | Sergeev 56e 59e · Azamov 87e            | (0 - 0) |              | Spectateurs : 19 420 Arbitrage : Hettikamkanamge Perera | Spectateurs : 19 420 Arbitrage : Hettikamkanamge Perera |
| 17 février 2020 12h00 (16h00) | Rapport (Direct) Rapport (Statistiques) |         |              | Spectateurs : 19 420 Arbitrage : Hettikamkanamge Perera | Spectateurs : 19 420 Arbitrage : Hettikamkanamge Perera |

| 3e journée                      | Shabab Al-Ahli                          | 1 - 0   | Shahr Khodro | Stade Al-Janoub, Doha, (Qatar)        |                                       |
| 14 septembre 2020 17h00 (18h00) | Suhail 75e                              | (0 - 0) |              | Spectateurs : 0 Arbitrage : Ali Sabah | Spectateurs : 0 Arbitrage : Ali Sabah |
| 14 septembre 2020 17h00 (18h00) | Rapport (Direct) Rapport (Statistiques) |         |              | Spectateurs : 0 Arbitrage : Ali Sabah | Spectateurs : 0 Arbitrage : Ali Sabah |

| 4e journée                      | Shahr Khodro                            | 0 - 1   | Shabab Al-Ahli | Stade Al-Janoub, Doha, (Qatar)           |                                          |
| 17 septembre 2020 17h00 (18h00) |                                         | (0 - 0) | 83e Conde      | Spectateurs : 0 Arbitrage : Ko Hyung-jin | Spectateurs : 0 Arbitrage : Ko Hyung-jin |
| 17 septembre 2020 17h00 (18h00) | Rapport (Direct) Rapport (Statistiques) |         |                | Spectateurs : 0 Arbitrage : Ko Hyung-jin | Spectateurs : 0 Arbitrage : Ko Hyung-jin |

| 5e journée                      | Shabab Al-Ahli                          | 0 - 0   | Pakhtakor | Stade Al-Janoub, Doha, (Qatar)            |                                           |
| 20 septembre 2020 20h00 (21h00) |                                         | (0 - 0) |           | Spectateurs : 0 Arbitrage : Muhammad Taqi | Spectateurs : 0 Arbitrage : Muhammad Taqi |
| 20 septembre 2020 20h00 (21h00) | Rapport (Direct) Rapport (Statistiques) |         |           | Spectateurs : 0 Arbitrage : Muhammad Taqi | Spectateurs : 0 Arbitrage : Muhammad Taqi |

| 6e journée                      | Shahr Khodro                            | 0 - 1   | Pakhtakor      | Stade Al-Janoub, Doha, (Qatar)           |                                          |
| 23 septembre 2020 20h00 (21h00) |                                         | (0 - 0) | 65e Masharipov | Spectateurs : 0 Arbitrage : Hanna Hattab | Spectateurs : 0 Arbitrage : Hanna Hattab |
| 23 septembre 2020 20h00 (21h00) | Rapport (Direct) Rapport (Statistiques) |         |                | Spectateurs : 0 Arbitrage : Hanna Hattab | Spectateurs : 0 Arbitrage : Hanna Hattab |

### Groupe C
| Rang | Équipe     | Pts | J | G | N | P | Bp | Bc | Diff |  | Résultats (▼ dom., ► ext.) |     |     |     |     |
| ---- | ---------- | --- | - | - | - | - | -- | -- | ---- |  | -------------------------- | --- | --- | --- | --- |
| 1    | Persépolis | 10  | 6 | 3 | 1 | 2 | 8  | 5  | +3   |  | Persépolis                 |     | 1-0 | 0-1 | 4-0 |
| 2    | Al-Taawoun | 9   | 6 | 3 | 0 | 3 | 4  | 8  | -4   |  | Al-Taawoun                 | 0-1 |     | 2-0 | 0-6 |
| 3    | Al-Duhail  | 9   | 6 | 3 | 0 | 3 | 7  | 8  | -1   |  | Al-Duhail                  | 2-0 | 0-1 |     | 2-1 |
| 4    | Sharjah    | 7   | 6 | 2 | 1 | 3 | 13 | 11 | +2   |  | Sharjah                    | 2-2 | 0-1 | 4-2 |     |

| 1er journée                   | Sharjah                                 | 0 - 1   | Al-Taawoun  | Stade Sharjah, Sharjah                     |                                            |
| 11 février 2020 15h55 (18h55) |                                         | (0 - 1) | 34e Darwish | Spectateurs : 8 523 Arbitrage : Ryuji Sato | Spectateurs : 8 523 Arbitrage : Ryuji Sato |
| 11 février 2020 15h55 (18h55) | Rapport (Direct) Rapport (Statistiques) |         |             | Spectateurs : 8 523 Arbitrage : Ryuji Sato | Spectateurs : 8 523 Arbitrage : Ryuji Sato |

|               | Al-Duhail                               | 2 - 0   | Persépolis | Stade Abdullah bin Khalifa, Doha            |                                             |
| 16h15 (18h15) | Mandžukić 5e · Edmilson 13e             | (2 - 0) |            | Spectateurs : 3 780 Arbitrage : Aziz Asimov | Spectateurs : 3 780 Arbitrage : Aziz Asimov |
| 16h15 (18h15) | Rapport (Direct) Rapport (Statistiques) |         |            | Spectateurs : 3 780 Arbitrage : Aziz Asimov | Spectateurs : 3 780 Arbitrage : Aziz Asimov |

| 2e journée                    | Al-Taawoun                              | 2 - 0   | Al-Duhail | King Abdullah Sport City Stadium, Buraidah       |                                                  |
| 18 février 2020 16h35 (18h35) | Al-Sahlawi 34e · Al-Swat 55e            | (1 - 0) |           | Spectateurs : 15 346 Arbitrage : Adham Makhadmeh | Spectateurs : 15 346 Arbitrage : Adham Makhadmeh |
| 18 février 2020 16h35 (18h35) | Rapport (Direct) Rapport (Statistiques) |         |           | Spectateurs : 15 346 Arbitrage : Adham Makhadmeh | Spectateurs : 15 346 Arbitrage : Adham Makhadmeh |

|               | Sharjah                                 | 2 - 2   | Persépolis     | Stade Sharjah, Sharjah                      |                                             |
| 16h35 (19h35) | Khalfan 25e · Mendes 45+1e              | (2 - 2) | 9e 27e Alipour | Spectateurs : 5 200 Arbitrage : Chris Beath | Spectateurs : 5 200 Arbitrage : Chris Beath |
| 16h35 (19h35) | Rapport (Direct) Rapport (Statistiques) |         |                | Spectateurs : 5 200 Arbitrage : Chris Beath | Spectateurs : 5 200 Arbitrage : Chris Beath |

| 3e journée                      | Al-Duhail                               | 2 - 1   | Sharjah             | Education City Stadium, Al Rayyan (Qatar) |                                           |
| 15 septembre 2020 17h00 (18h00) | Ali 41e · Rezaeian 51e                  | (1 - 0) | 58e (pen.) Coronado | Spectateurs : 0 Arbitrage : Muhammad Taqi | Spectateurs : 0 Arbitrage : Muhammad Taqi |
| 15 septembre 2020 17h00 (18h00) | Rapport (Direct) Rapport (Statistiques) |         |                     | Spectateurs : 0 Arbitrage : Muhammad Taqi | Spectateurs : 0 Arbitrage : Muhammad Taqi |

|               | Persépolis                              | 1 - 0   | Al-Taawoun | Education City Stadium, Al Rayyan (Qatar) |                                          |
| 20h00 (21h00) | Khalilzadeh 83e                         | (0 - 0) |            | Spectateurs : 0 Arbitrage : Ahmed Al-Kaf  | Spectateurs : 0 Arbitrage : Ahmed Al-Kaf |
| 20h00 (21h00) | Rapport (Direct) Rapport (Statistiques) |         |            | Spectateurs : 0 Arbitrage : Ahmed Al-Kaf  | Spectateurs : 0 Arbitrage : Ahmed Al-Kaf |

| 4e journée                      | Sharjah                                                      | 4 - 2   | Al-Duhail              | Education City Stadium, Al Rayyan (Qatar)   |                                             |
| 18 septembre 2020 17h00 (18h00) | Ba Wazir 18e · Suroor 62e · Coronado 75e (pen.) · Caio 90+1e | (1 - 1) | Al-Ahrak 12e · Ali 70e | Spectateurs : 0 Arbitrage : Omar Al-Yaqoubi | Spectateurs : 0 Arbitrage : Omar Al-Yaqoubi |
| 18 septembre 2020 17h00 (18h00) | Rapport (Direct) Rapport (Statistiques)                      |         |                        | Spectateurs : 0 Arbitrage : Omar Al-Yaqoubi | Spectateurs : 0 Arbitrage : Omar Al-Yaqoubi |

|               | Al-Taawoun                              | 0 - 1   | Persépolis       | Education City Stadium, Al Rayyan (Qatar) |                                           |
| 20h00 (21h00) |                                         | (0 - 0) | 48e (pen.) Resan | Spectateurs : 0 Arbitrage : Mohanad Qasim | Spectateurs : 0 Arbitrage : Mohanad Qasim |
| 20h00 (21h00) | Rapport (Direct) Rapport (Statistiques) |         |                  | Spectateurs : 0 Arbitrage : Mohanad Qasim | Spectateurs : 0 Arbitrage : Mohanad Qasim |

| 5e journée                      | Persépolis                              | 0 - 1   | Al-Duhail      | Education City Stadium, Al Rayyan (Qatar)          |                                                    |
| 21 septembre 2020 17h00 (18h00) |                                         | (0 - 0) | 60e (pen.) Ali | Spectateurs : 0 Arbitrage : Hettikamkanamge Perera | Spectateurs : 0 Arbitrage : Hettikamkanamge Perera |
| 21 septembre 2020 17h00 (18h00) | Rapport (Direct) Rapport (Statistiques) |         |                | Spectateurs : 0 Arbitrage : Hettikamkanamge Perera | Spectateurs : 0 Arbitrage : Hettikamkanamge Perera |

|               | Al-Taawoun                              | 0 - 6   | Sharjah                                                         | Education City Stadium, Al Rayyan (Qatar) |                                          |
| 20h00 (21h00) |                                         | (0 - 1) | 45+1e Rashid · 49e 57e 61e Welliton · 54e Abdulbasit · 68e Caio | Spectateurs : 0 Arbitrage : Kim Dae-yong  | Spectateurs : 0 Arbitrage : Kim Dae-yong |
| 20h00 (21h00) | Rapport (Direct) Rapport (Statistiques) |         |                                                                 | Spectateurs : 0 Arbitrage : Kim Dae-yong  | Spectateurs : 0 Arbitrage : Kim Dae-yong |

| 6e journée                      | Al-Duhail                               | 0 - 1   | Al-Taawoun | Education City Stadium, Al Rayyan (Qatar)            |                                                      |
| 24 septembre 2020 20h00 (21h00) |                                         | (0 - 0) | 86e Duke   | Spectateurs : 0 Arbitrage : Mohd Amirul Izwan Yaacob | Spectateurs : 0 Arbitrage : Mohd Amirul Izwan Yaacob |
| 24 septembre 2020 20h00 (21h00) | Rapport (Direct) Rapport (Statistiques) |         |            | Spectateurs : 0 Arbitrage : Mohd Amirul Izwan Yaacob | Spectateurs : 0 Arbitrage : Mohd Amirul Izwan Yaacob |

|  | Persépolis                                             | 4 - 0   | Sharjah | Stade Jassim-bin-Hamad, Doha (Qatar)        |                                             |
|  | Khalilzadeh 2e · Alekasir 41e · Amiri 44e · Abdi 90+1e | (3 - 0) |         | Spectateurs : 0 Arbitrage : Ilgiz Tantashev | Spectateurs : 0 Arbitrage : Ilgiz Tantashev |
|  | Rapport (Direct) Rapport (Statistiques)                |         |         | Spectateurs : 0 Arbitrage : Ilgiz Tantashev | Spectateurs : 0 Arbitrage : Ilgiz Tantashev |

### Groupe D
| Rang | Équipe   | Pts | J | G | N | P | Bp | Bc | Diff |  | Résultats (▼ dom., ► ext.) |     |     |     |     |
| ---- | -------- | --- | - | - | - | - | -- | -- | ---- |  | -------------------------- | --- | --- | --- | --- |
| 1    | Al-Nassr | 11  | 6 | 3 | 2 | 1 | 9  | 5  | +4   |  | Al-Nassr                   |     | 2-2 | 2-0 | 0-1 |
| 2    | Al-Sadd  | 9   | 6 | 2 | 3 | 1 | 14 | 8  | +6   |  | Al-Sadd                    | 1-1 |     | 3-0 | 4-0 |
| 3    | Sépahan  | 7   | 6 | 2 | 1 | 3 | 6  | 8  | -2   |  | Sépahan                    | 0-2 | 2-1 |     | 0-0 |
| 4    | Al-Aïn   | 5   | 6 | 1 | 2 | 3 | 5  | 13 | -8   |  | Al-Aïn                     | 1-2 | 3-3 | 0-4 |     |

| 1er journée                   | Al-Aïn                                  | 0 - 4   | Sépahan                                           | Stade Hazza bin Zayed, Al-Aïn                   |                                                 |
| 11 février 2020 15h50 (18h50) |                                         | (0 - 1) | 38e Mohebi · 46e Kiros · 52e Rafiei · 78e Tayyebi | Spectateurs : 7 028 Arbitrage : Hiroyuki Kimura | Spectateurs : 7 028 Arbitrage : Hiroyuki Kimura |
| 11 février 2020 15h50 (18h50) | Rapport (Direct) Rapport (Statistiques) |         |                                                   | Spectateurs : 7 028 Arbitrage : Hiroyuki Kimura | Spectateurs : 7 028 Arbitrage : Hiroyuki Kimura |

|               | Al-Nassr                                | 2 - 2   | Al-Sadd                      | Stade international du Roi-Fahd, Riyad       |                                              |
| 16h15 (18h15) | Hamdallah 7e · Al-Obaid 53e             | (1 - 1) | 9e Bounedjah · 48e Al-Haydos | Spectateurs : 11 828 Arbitrage : Chris Beath | Spectateurs : 11 828 Arbitrage : Chris Beath |
| 16h15 (18h15) | Rapport (Direct) Rapport (Statistiques) |         |                              | Spectateurs : 11 828 Arbitrage : Chris Beath | Spectateurs : 11 828 Arbitrage : Chris Beath |

| 2e journée                    | Al-Aïn                                  | 1 - 2   | Al-Nassr                | Stade Hazza bin Zayed, Al-Aïn                   |                                                 |
| 18 février 2020 15h50 (18h50) | Yaisien 18e                             | (1 - 0) | 57e Ali · 80e Hamdallah | Spectateurs : 7 326 Arbitrage : Nawaf Shukralla | Spectateurs : 7 326 Arbitrage : Nawaf Shukralla |
| 18 février 2020 15h50 (18h50) | Rapport (Direct) Rapport (Statistiques) |         |                         | Spectateurs : 7 326 Arbitrage : Nawaf Shukralla | Spectateurs : 7 326 Arbitrage : Nawaf Shukralla |

|               | Al-Sadd                                 | 3 - 0   | Sépahan | Stade Jassim bin Hamad, Doha                |                                             |
| 16h35 (18h35) | Afif 51e · Al-Haydos 72e 78e            | (0 - 0) |         | Spectateurs : 5 843 Arbitrage : Aziz Asimov | Spectateurs : 5 843 Arbitrage : Aziz Asimov |
| 16h35 (18h35) | Rapport (Direct) Rapport (Statistiques) |         |         | Spectateurs : 5 843 Arbitrage : Aziz Asimov | Spectateurs : 5 843 Arbitrage : Aziz Asimov |

| 3e journée                      | Al-Aïn                                      | 3 - 3   | Al-Sadd                                | Stade Jassim-bin-Hamad, Doha (Qatar)               |                                                    |
| 15 septembre 2020 17h00 (18h00) | Laba 5e · Islamkhan 38e · Khoukhi 67e (csc) | (2 - 1) | 35e Afif · 55e Cazorla · 60e Bounedjah | Spectateurs : 0 Arbitrage : Hettikamkanamge Perera | Spectateurs : 0 Arbitrage : Hettikamkanamge Perera |
| 15 septembre 2020 17h00 (18h00) | Rapport (Direct) Rapport (Statistiques)     |         |                                        | Spectateurs : 0 Arbitrage : Hettikamkanamge Perera | Spectateurs : 0 Arbitrage : Hettikamkanamge Perera |

| 3e journée                      | Sépahan                                 | 0 - 2   | Al-Nassr          | Stade Jassim-bin-Hamad, Doha (Qatar)        |                                             |
| 15 septembre 2020 20h00 (21h00) |                                         | (0 - 1) | 29e 48e Hamdallah | Spectateurs : 0 Arbitrage : Adham Makhadmeh | Spectateurs : 0 Arbitrage : Adham Makhadmeh |
| 15 septembre 2020 20h00 (21h00) | Rapport (Direct) Rapport (Statistiques) |         |                   | Spectateurs : 0 Arbitrage : Adham Makhadmeh | Spectateurs : 0 Arbitrage : Adham Makhadmeh |

| 4e journée                      | Al-Sadd                                   | 4 - 0   | Al-Aïn | Stade Jassim-bin-Hamad, Doha (Qatar)                 |                                                      |
| 18 septembre 2020 17h00 (18h00) | Bounedjah 26e 70e · Afif 56e · Tabata 86e | (1 - 0) |        | Spectateurs : 0 Arbitrage : Mohd Amirul Izwan Yaacob | Spectateurs : 0 Arbitrage : Mohd Amirul Izwan Yaacob |
| 18 septembre 2020 17h00 (18h00) | Rapport (Direct) Rapport (Statistiques)   |         |        | Spectateurs : 0 Arbitrage : Mohd Amirul Izwan Yaacob | Spectateurs : 0 Arbitrage : Mohd Amirul Izwan Yaacob |

|               | Al-Nassr                                | 2 - 0   | Sépahan | Stade Jassim-bin-Hamad, Doha (Qatar)        |                                             |
| 20h00 (21h00) | Madu 32e · Hamdallah 41e                | (2 - 0) |         | Spectateurs : 0 Arbitrage : Ilgiz Tantashev | Spectateurs : 0 Arbitrage : Ilgiz Tantashev |
| 20h00 (21h00) | Rapport (Direct) Rapport (Statistiques) |         |         | Spectateurs : 0 Arbitrage : Ilgiz Tantashev | Spectateurs : 0 Arbitrage : Ilgiz Tantashev |

| 5e journée                      | Al-Sadd                                 | 1 - 1   | Al-Nassr       | Stade Jassim-bin-Hamad, Doha (Qatar)          |                                               |
| 21 septembre 2020 17h00 (18h00) | Bounedjah 87e                           | (0 - 1) | 22e Al-Ghannam | Spectateurs : 0 Arbitrage : Masoud Tufayelieh | Spectateurs : 0 Arbitrage : Masoud Tufayelieh |
| 21 septembre 2020 17h00 (18h00) | Rapport (Direct) Rapport (Statistiques) |         |                | Spectateurs : 0 Arbitrage : Masoud Tufayelieh | Spectateurs : 0 Arbitrage : Masoud Tufayelieh |

|               | Sépahan                                 | 0 - 0 | Al-Aïn | Stade Jassim-bin-Hamad, Doha (Qatar)   |                                        |
| 20h00 (21h00) |                                         | (-)   |        | Spectateurs : 0 Arbitrage : Ali Shaban | Spectateurs : 0 Arbitrage : Ali Shaban |
| 20h00 (21h00) | Rapport (Direct) Rapport (Statistiques) |       |        | Spectateurs : 0 Arbitrage : Ali Shaban | Spectateurs : 0 Arbitrage : Ali Shaban |

| 6e journée                      | Sépahan                                 | 2 - 1   | Al-Sadd | Stade Jassim-bin-Hamad, Doha (Qatar)         |                                              |
| 24 septembre 2020 17h00 (18h00) | Mirzaei 14e · Shahbazzadeh 53e          | (1 - 0) | 82e Ali | Spectateurs : 0 Arbitrage : Sivakorn Pu-udom | Spectateurs : 0 Arbitrage : Sivakorn Pu-udom |
| 24 septembre 2020 17h00 (18h00) | Rapport (Direct) Rapport (Statistiques) |         |         | Spectateurs : 0 Arbitrage : Sivakorn Pu-udom | Spectateurs : 0 Arbitrage : Sivakorn Pu-udom |

|  | Al-Nassr                                | 0 - 1   | Al-Aïn   | Education City Stadium, Al Rayyan (Qatar)     |                                               |
|  |                                         | (0 - 1) | 19e Laba | Spectateurs : 0 Arbitrage : Hussein Abo Yehia | Spectateurs : 0 Arbitrage : Hussein Abo Yehia |
|  | Rapport (Direct) Rapport (Statistiques) |         |          | Spectateurs : 0 Arbitrage : Hussein Abo Yehia | Spectateurs : 0 Arbitrage : Hussein Abo Yehia |

### Groupe E
| Rang | Équipe            | Pts | J | G | N | P | Bp | Bc | Diff |  | Résultats (▼ dom., ► ext.) |     |     |     |     |
| ---- | ----------------- | --- | - | - | - | - | -- | -- | ---- |  | -------------------------- | --- | --- | --- | --- |
| 1    | Beijing FC        | 16  | 6 | 5 | 1 | 0 | 12 | 4  | +8   |  | Beijing FC                 |     | 3-1 | 3-1 | 1-1 |
| 2    | Melbourne Victory | 7   | 6 | 2 | 1 | 3 | 6  | 9  | -3   |  | Melbourne Victory          | 0-2 |     | 2-1 | 1-0 |
| 3    | FC Séoul          | 6   | 6 | 2 | 0 | 4 | 10 | 9  | +1   |  | FC Séoul                   | 1-2 | 1-0 |     | 5-0 |
| 4    | Chiangrai United  | 5   | 6 | 1 | 2 | 3 | 5  | 11 | -6   |  | Chiangrai United           | 0-1 | 2-1 | 2-2 |     |

| 1er journée                   | Melbourne Victory                       | 1 - 0   | Chiangrai United | AAMI Park, Melbourne                              |                                                   |
| 11 février 2020 09h35 (19h35) | Toivonen 25e (pen.)                     | (1 - 0) |                  | Spectateurs : 4 156 Arbitrage : Turki Al-Khudhayr | Spectateurs : 4 156 Arbitrage : Turki Al-Khudhayr |
| 11 février 2020 09h35 (19h35) | Rapport (Direct) Rapport (Statistiques) |         |                  | Spectateurs : 4 156 Arbitrage : Turki Al-Khudhayr | Spectateurs : 4 156 Arbitrage : Turki Al-Khudhayr |

| 21 novembre 2020 | FC Séoul                                | 1 - 2   | Beijing FC             | Education City Stadium, Al Rayyan (Qatar)     |                                               |
| 11h00 (13h00)    | PARK Chu-young 66e (pen.)               | (0 - 1) | 8e Fernando · 60e Alan | Spectateurs : 0 Arbitrage : Turki Al-Khudhayr | Spectateurs : 0 Arbitrage : Turki Al-Khudhayr |
| 11h00 (13h00)    | Rapport (Direct) Rapport (Statistiques) |         |                        | Spectateurs : 0 Arbitrage : Turki Al-Khudhayr | Spectateurs : 0 Arbitrage : Turki Al-Khudhayr |

| 2e journée                    | FC Séoul                                | 1 - 0   | Melbourne Victory | Stade de la Coupe du monde de Séoul, Séoul            |                                                       |
| 18 février 2020 11h30 (19h30) | PARK Chu-young 8e                       | (1 - 0) |                   | Spectateurs : 5 229 Arbitrage : Abdulrahman Al-Jassim | Spectateurs : 5 229 Arbitrage : Abdulrahman Al-Jassim |
| 18 février 2020 11h30 (19h30) | Rapport (Direct) Rapport (Statistiques) |         |                   | Spectateurs : 5 229 Arbitrage : Abdulrahman Al-Jassim | Spectateurs : 5 229 Arbitrage : Abdulrahman Al-Jassim |

|               | Chiangrai United                        | 0 - 1   | Beijing FC      | Stade Singha, Chiangrai                      |                                              |
| 13h00 (19h00) |                                         | (0 - 1) | 23e WANG Ziming | Spectateurs : 6 035 Arbitrage : Hanna Hattab | Spectateurs : 6 035 Arbitrage : Hanna Hattab |
| 13h00 (19h00) | Rapport (Direct) Rapport (Statistiques) |         |                 | Spectateurs : 6 035 Arbitrage : Hanna Hattab | Spectateurs : 6 035 Arbitrage : Hanna Hattab |

| 3e journée                     | FC Séoul                                                                     | 5 - 0   | Chiangrai United | Stade Jassim-bin-Hamad, Doha (Qatar)          |                                               |
| 24 novembre 2020 14h00 (16h00) | HAN Seung-gyu 20e · JUNG Han-min 54e · YUN Ju-tae 67e 71e · LEE In-gyu 90+2e | (1 - 0) |                  | Spectateurs : 0 Arbitrage : Mooud Bonyadifard | Spectateurs : 0 Arbitrage : Mooud Bonyadifard |
| 24 novembre 2020 14h00 (16h00) | Rapport (Direct) Rapport (Statistiques)                                      |         |                  | Spectateurs : 0 Arbitrage : Mooud Bonyadifard | Spectateurs : 0 Arbitrage : Mooud Bonyadifard |

| 27 novembre 2020 | Melbourne Victory                       | 0 - 2   | Beijing FC                           | Stade Jassim-bin-Hamad, Doha (Qatar)                 |                                                      |
| 11h00 (13h00)    |                                         | (0 - 2) | 9e Jonathan Viera · 35e ZHANG Yuning | Spectateurs : 0 Arbitrage : Mohd Amirul Izwan Yaacob | Spectateurs : 0 Arbitrage : Mohd Amirul Izwan Yaacob |
| 11h00 (13h00)    | Rapport (Direct) Rapport (Statistiques) |         |                                      | Spectateurs : 0 Arbitrage : Mohd Amirul Izwan Yaacob | Spectateurs : 0 Arbitrage : Mohd Amirul Izwan Yaacob |

| 4e journée                     | Beijing FC                                      | 3 - 1   | Melbourne Victory | Stade Jassim-bin-Hamad, Doha (Qatar)        |                                             |
| 24 novembre 2020 11h00 (13h00) | Renato Augusto 22e · Alan 34e · WANG Ziming 74e | (2 - 0) | 78e Iannucci      | Spectateurs : 0 Arbitrage : Saoud Al-Athbah | Spectateurs : 0 Arbitrage : Saoud Al-Athbah |
| 24 novembre 2020 11h00 (13h00) | Rapport (Direct) Rapport (Statistiques)         |         |                   | Spectateurs : 0 Arbitrage : Saoud Al-Athbah | Spectateurs : 0 Arbitrage : Saoud Al-Athbah |

| 27 novembre 2020 | Chiangrai United                        | 2 - 1   | FC Séoul           | Stade Jassim-bin-Hamad, Doha (Qatar)   |                                        |
| 14h00 (16h00)    | Bill 40e 89e                            | (1 - 0) | 59e PARK Chu-young | Spectateurs : 0 Arbitrage : Ali Shaban | Spectateurs : 0 Arbitrage : Ali Shaban |
| 14h00 (16h00)    | Rapport (Direct) Rapport (Statistiques) |         |                    | Spectateurs : 0 Arbitrage : Ali Shaban | Spectateurs : 0 Arbitrage : Ali Shaban |

| 5e journée                     | Beijing FC                                   | 3 - 1   | FC Séoul       | Stade Jassim-bin-Hamad, Doha (Qatar)      |                                           |
| 30 novembre 2020 11h00 (13h00) | Viera 23e · Augusto 43e · ZHANG Yuning 90+3e | (2 - 0) | 89e YUN Ju-tae | Spectateurs : 0 Arbitrage : Muhammad Taqi | Spectateurs : 0 Arbitrage : Muhammad Taqi |
| 30 novembre 2020 11h00 (13h00) | Rapport (Direct) Rapport (Statistiques)      |         |                | Spectateurs : 0 Arbitrage : Muhammad Taqi | Spectateurs : 0 Arbitrage : Muhammad Taqi |

|               | Chiangrai United                        | 2 - 2   | Melbourne Victory              | Stade Jassim-bin-Hamad, Doha (Qatar)        |                                             |
| 14h00 (16h00) | Tiatrakul 47e · Verzura 83e             | (0 - 2) | 8e (pen.) Brimmer · 27e Folami | Spectateurs : 0 Arbitrage : Ilgiz Tantashev | Spectateurs : 0 Arbitrage : Ilgiz Tantashev |
| 14h00 (16h00) | Rapport (Direct) Rapport (Statistiques) |         |                                | Spectateurs : 0 Arbitrage : Ilgiz Tantashev | Spectateurs : 0 Arbitrage : Ilgiz Tantashev |

| 6e journée                    | Melbourne Victory                       | 2 - 1 | FC Séoul           | Education City Stadium, Al Rayyan (Qatar)         |                                                   |
| 3 décembre 2020 14h00 (16h00) | Rojas 5e · Brimmer 23e (pen.)           | (2-0) | 63e HWANG Hyun-soo | Spectateurs : 0 Arbitrage : Abdulrahman Al-Jassim | Spectateurs : 0 Arbitrage : Abdulrahman Al-Jassim |
| 3 décembre 2020 14h00 (16h00) | Rapport (Direct) Rapport (Statistiques) |       |                    | Spectateurs : 0 Arbitrage : Abdulrahman Al-Jassim | Spectateurs : 0 Arbitrage : Abdulrahman Al-Jassim |

|  | Beijing FC                              | 1 - 1 | Chiangrai United | Stade Jassim-bin-Hamad, Doha (Qatar)          |                                               |
|  | Alan 76e                                | (0-0) | 55e Ekanit Panya | Spectateurs : 0 Arbitrage : Hussein Abo Yehia | Spectateurs : 0 Arbitrage : Hussein Abo Yehia |
|  | Rapport (Direct) Rapport (Statistiques) |       |                  | Spectateurs : 0 Arbitrage : Hussein Abo Yehia | Spectateurs : 0 Arbitrage : Hussein Abo Yehia |

### Groupe F
| Rang | Équipe           | Pts | J | G | N | P | Bp | Bc | Diff |  | Résultats (▼ dom., ► ext.) |     |     |     |     |
| ---- | ---------------- | --- | - | - | - | - | -- | -- | ---- |  | -------------------------- | --- | --- | --- | --- |
| 1    | Ulsan Hyundai    | 16  | 6 | 5 | 1 | 0 | 14 | 5  | +9   |  | Ulsan Hyundai              |     | 1-1 | 3-1 | 2-0 |
| 2    | FC Tokyo         | 10  | 6 | 3 | 1 | 2 | 6  | 5  | +1   |  | FC Tokyo                   | 1-2 |     | 0-1 | 1-0 |
| 3    | Shanghai Shenhua | 7   | 6 | 2 | 1 | 3 | 9  | 13 | -4   |  | Shanghai Shenhua           | 1-4 | 1-2 |     | 3-3 |
| 4    | Perth Glory      | 1   | 6 | 0 | 1 | 5 | 5  | 11 | -6   |  | Perth Glory                | 1-2 | 0-1 | 1-2 |     |

| 1er journée                   | Ulsan Hyundai                           | 1 - 1   | FC Tokyo           | Stade d’Ulsan Munsu, Ulsan                             |                                                        |
| 11 février 2020 11h30 (19h30) | Adaílton 82e (csc)                      | (0 - 0) | 64e Diego Oliveira | Spectateurs : 3 350 Arbitrage : Hettikamkanamge Perera | Spectateurs : 3 350 Arbitrage : Hettikamkanamge Perera |
| 11 février 2020 11h30 (19h30) | Rapport (Direct) Rapport (Statistiques) |         |                    | Spectateurs : 3 350 Arbitrage : Hettikamkanamge Perera | Spectateurs : 3 350 Arbitrage : Hettikamkanamge Perera |

| 18 novembre 2020 | Perth Glory                             | 1 - 2   | Shanghai Shenhua               | Education City Stadium, Al Rayyan (Qatar)                   |                                                             |
| 11h00 (13h00)    | Aspropotamitis 81e                      | (0 - 2) | 7e PENG Xinli · 38e YU Hanchao | Spectateurs : 0 Arbitrage : Mohammed Abdulla Hassan Mohamed | Spectateurs : 0 Arbitrage : Mohammed Abdulla Hassan Mohamed |
| 11h00 (13h00)    | Rapport (Direct) Rapport (Statistiques) |         |                                | Spectateurs : 0 Arbitrage : Mohammed Abdulla Hassan Mohamed | Spectateurs : 0 Arbitrage : Mohammed Abdulla Hassan Mohamed |

| 2e journée                    | FC Tokyo                                | 1 - 0   | Perth Glory | Stade Ajinomoto, Chōfu, Tōkyō                     |                                                   |
| 18 février 2020 19h00 (11h00) | Leandro 82e                             | (0 - 0) |             | Spectateurs : 7 755 Arbitrage : Yaqoob Abdul Baki | Spectateurs : 7 755 Arbitrage : Yaqoob Abdul Baki |
| 18 février 2020 19h00 (11h00) | Rapport (Direct) Rapport (Statistiques) |         |             | Spectateurs : 7 755 Arbitrage : Yaqoob Abdul Baki | Spectateurs : 7 755 Arbitrage : Yaqoob Abdul Baki |

| 21 novembre 2020 | Ulsan Hyundai                            | 3 - 1   | Shanghai Shenhua | Education City Stadium, Al Rayyan (Qatar)   |                                             |
| 14h00 (16h00)    | YOON Bit-garam 19e 41e · KIM Kee-hee 62e | (2 - 0) | 89e ZHU Jianrong | Spectateurs : 0 Arbitrage : Khamis Al-Marri | Spectateurs : 0 Arbitrage : Khamis Al-Marri |
| 14h00 (16h00)    | Rapport (Direct) Rapport (Statistiques)  |         |                  | Spectateurs : 0 Arbitrage : Khamis Al-Marri | Spectateurs : 0 Arbitrage : Khamis Al-Marri |

| 3e journée                     | FC Tokyo                                | 0 - 1   | Shanghai Shenhua       | Education City Stadium, Al Rayyan (Qatar)   |                                             |
| 24 novembre 2020 11h00 (13h00) |                                         | (0 - 0) | 72e (pen.) YU Han-chao | Spectateurs : 0 Arbitrage : Adham Makhadmeh | Spectateurs : 0 Arbitrage : Adham Makhadmeh |
| 24 novembre 2020 11h00 (13h00) | Rapport (Direct) Rapport (Statistiques) |         |                        | Spectateurs : 0 Arbitrage : Adham Makhadmeh | Spectateurs : 0 Arbitrage : Adham Makhadmeh |

| 24 novembre 2020 | Perth Glory                             | 1 - 2   | Ulsan Hyundai                  | Education City Stadium, Al Rayyan (Qatar)    |                                              |
| 14h00 (16h00)    | Stynes 71e                              | (0 - 0) | 89e KIM In-sung · 90+3e Negrão | Spectateurs : 0 Arbitrage : Nazmi Nasaruddin | Spectateurs : 0 Arbitrage : Nazmi Nasaruddin |
| 14h00 (16h00)    | Rapport (Direct) Rapport (Statistiques) |         |                                | Spectateurs : 0 Arbitrage : Nazmi Nasaruddin | Spectateurs : 0 Arbitrage : Nazmi Nasaruddin |

| 4e journée                     | Ulsan Hyundai                           | 2 - 0   | Perth Glory | Education City Stadium, Al Rayyan (Qatar)    |                                              |
| 27 novembre 2020 11h00 (13h00) | KIM In-sung 87e · Negrão 89e            | (0 - 0) |             | Spectateurs : 0 Arbitrage : Sivakorn Pu-udom | Spectateurs : 0 Arbitrage : Sivakorn Pu-udom |
| 27 novembre 2020 11h00 (13h00) | Rapport (Direct) Rapport (Statistiques) |         |             | Spectateurs : 0 Arbitrage : Sivakorn Pu-udom | Spectateurs : 0 Arbitrage : Sivakorn Pu-udom |

| 27 novembre 2020 | Shanghai Shenhua                        | 1 - 2   | FC Tokyo              | Education City Stadium, Doha (Qatar)      |                                           |
| 14h00 (16h00)    | Moreno 86e                              | (0 - 0) | 61e Leandro · 82e Abe | Spectateurs : 0 Arbitrage : Mohanad Qasim | Spectateurs : 0 Arbitrage : Mohanad Qasim |
| 14h00 (16h00)    | Rapport (Direct) Rapport (Statistiques) |         |                       | Spectateurs : 0 Arbitrage : Mohanad Qasim | Spectateurs : 0 Arbitrage : Mohanad Qasim |

| 5e journée                     | FC Tokyo                                | 1 - 2   | Ulsan Hyundai          | Education City Stadium, Al Rayyan (Qatar)   |                                             |
| 30 novembre 2020 11h00 (13h00) | Nagai 1re                               | (1 - 1) | 44e 85e YOON Bit-garam | Spectateurs : 0 Arbitrage : Khamis Al-Marri | Spectateurs : 0 Arbitrage : Khamis Al-Marri |
| 30 novembre 2020 11h00 (13h00) | Rapport (Direct) Rapport (Statistiques) |         |                        | Spectateurs : 0 Arbitrage : Khamis Al-Marri | Spectateurs : 0 Arbitrage : Khamis Al-Marri |

|               | Shanghai Shenhua                        | 3 - 3   | Perth Glory                                          | Education City Stadium, Al Rayyan (Qatar)          |                                                    |
| 14h00 (16h00) | Moreno 62e 72e · YU Hanchao 73e         | (0 - 1) | 45+2e Fornaroli · 58e Armiento · 86e (pen.) Kilkenny | Spectateurs : 0 Arbitrage : Hettikamkanamge Perera | Spectateurs : 0 Arbitrage : Hettikamkanamge Perera |
| 14h00 (16h00) | Rapport (Direct) Rapport (Statistiques) |         |                                                      | Spectateurs : 0 Arbitrage : Hettikamkanamge Perera | Spectateurs : 0 Arbitrage : Hettikamkanamge Perera |

| 6e journée                    | Shanghai Shenhua                        | 1 - 4 | Ulsan Hyundai                                                 | Education City Stadium, Al Rayyan (Qatar) |                                           |
| 3 décembre 2020 11h00 (13h00) | Bi Jinhao 60e                           | (0-2) | 3e PARK Jeong-in · 24e LEE Sang-heon · 75e (pen.) 90e Johnsen | Spectateurs : 0 Arbitrage : Muhammad Taqi | Spectateurs : 0 Arbitrage : Muhammad Taqi |
| 3 décembre 2020 11h00 (13h00) | Rapport (Direct) Rapport (Statistiques) |       |                                                               | Spectateurs : 0 Arbitrage : Muhammad Taqi | Spectateurs : 0 Arbitrage : Muhammad Taqi |

|  | Perth Glory                             | 0 - 1 | FC Tokyo    | Stade Jassim-bin-Hamad, Doha (Qatar)     |                                          |
|  |                                         | (0-1) | 8e Adaílton | Spectateurs : 0 Arbitrage : Hanna Hattab | Spectateurs : 0 Arbitrage : Hanna Hattab |
|  | Rapport (Direct) Rapport (Statistiques) |       |             | Spectateurs : 0 Arbitrage : Hanna Hattab | Spectateurs : 0 Arbitrage : Hanna Hattab |

### Groupe G
| Rang | Équipe                  | Pts | J | G | N | P | Bp | Bc | Diff |  | Résultats (▼ dom., ► ext.) |     |     |     |
| ---- | ----------------------- | --- | - | - | - | - | -- | -- | ---- |  | -------------------------- | --- | --- | --- |
| 1    | Vissel Kobe             | 6   | 4 | 2 | 0 | 2 | 4  | 5  | -1   |  | Vissel Kobe                |     | 0-2 | 0-2 |
| 2    | Suwon Samsung Bluewings | 5   | 4 | 1 | 2 | 1 | 3  | 2  | +1   |  | Suwon Samsung Bluewings    | 0-1 |     | 0-0 |
| 3    | Guangzhou Evergrande    | 5   | 4 | 1 | 2 | 1 | 4  | 4  | 0    |  | Guangzhou Evergrande       | 1-3 | 1-1 |     |

| 1re journée                    | Suwon Samsung Bluewings                 | 0 - 0   | Guangzhou Evergrande | Stade international de Khalifa, Doha, (Qatar) |                                         |
| 22 novembre 2020 11h00 (13h00) |                                         | (0 - 0) |                      | Spectateurs : 0 Arbitrage : Chris Beath       | Spectateurs : 0 Arbitrage : Chris Beath |
| 22 novembre 2020 11h00 (13h00) | Rapport (Direct) Rapport (Statistiques) |         |                      | Spectateurs : 0 Arbitrage : Chris Beath       | Spectateurs : 0 Arbitrage : Chris Beath |

| 2e journée                    | Suwon Samsung Bluewings                 | 0 - 1   | Vissel Kobe   | Stade de la Coupe du monde de Suwon, Suwon      |                                                 |
| 19 février 2020 11h30 (19h30) |                                         | (0 - 0) | 90e Furuhashi | Spectateurs : 17 372 Arbitrage : Mohanad Qassim | Spectateurs : 17 372 Arbitrage : Mohanad Qassim |
| 19 février 2020 11h30 (19h30) | Rapport (Direct) Rapport (Statistiques) |         |               | Spectateurs : 17 372 Arbitrage : Mohanad Qassim | Spectateurs : 17 372 Arbitrage : Mohanad Qassim |

| 3e journée                     | Vissel Kobe                             | 0 - 2   | Guangzhou Evergrande      | Stade Al-Janoub, Doha, (Qatar)              |                                             |
| 28 novembre 2020 11h00 (13h00) |                                         | (0 - 2) | 17e Talisca · 36e Elkeson | Spectateurs : 0 Arbitrage : Alireza Faghani | Spectateurs : 0 Arbitrage : Alireza Faghani |
| 28 novembre 2020 11h00 (13h00) | Rapport (Direct) Rapport (Statistiques) |         |                           | Spectateurs : 0 Arbitrage : Alireza Faghani | Spectateurs : 0 Arbitrage : Alireza Faghani |

| 4e journée                     | Guangzhou Evergrande                    | 1 - 3   | Vissel Kobe                               | Stade international de Khalifa, Doha, (Qatar) |                                             |
| 25 novembre 2020 11h00 (13h00) | Furuhashi 55e (csc)                     | (0 - 1) | 44e Furuhashi · 74e Douglas · 84e Iniesta | Spectateurs : 0 Arbitrage : Nawaf Shukralla   | Spectateurs : 0 Arbitrage : Nawaf Shukralla |
| 25 novembre 2020 11h00 (13h00) | Rapport (Direct) Rapport (Statistiques) |         |                                           | Spectateurs : 0 Arbitrage : Nawaf Shukralla   | Spectateurs : 0 Arbitrage : Nawaf Shukralla |

| 5e journée                      | Guangzhou Evergrande                    | -   | Suwon Samsung Bluewings | Stade international de Khalifa, Doha, (Qatar) |                                             |
| 1er décembre 2020 11h00 (13h00) | WEI Shihao 72e                          | (-) | 53e LIM Sang-hyub       | Spectateurs : 0 Arbitrage : Adham Makhadmeh   | Spectateurs : 0 Arbitrage : Adham Makhadmeh |
| 1er décembre 2020 11h00 (13h00) | Rapport (Direct) Rapport (Statistiques) |     |                         | Spectateurs : 0 Arbitrage : Adham Makhadmeh   | Spectateurs : 0 Arbitrage : Adham Makhadmeh |

| 6e journée                    | Vissel Kobe                             | 0 - 2 | Suwon Samsung Bluewings                    | Stade international de Khalifa, Doha, (Qatar) |                             |
| 4 décembre 2020 14h00 (16h00) |                                         | (0-0) | 47e KIM Gun-hee · 68e (pen.) LIM Sang-hyub | Spectateurs : 0 Arbitrage :                   | Spectateurs : 0 Arbitrage : |
| 4 décembre 2020 14h00 (16h00) | Rapport (Direct) Rapport (Statistiques) |       |                                            | Spectateurs : 0 Arbitrage :                   | Spectateurs : 0 Arbitrage : |

### Groupe H
| Rang | Équipe                 | Pts | J | G | N | P | Bp | Bc | Diff |  | Résultats (▼ dom., ► ext.) |     |     |     |     |
| ---- | ---------------------- | --- | - | - | - | - | -- | -- | ---- |  | -------------------------- | --- | --- | --- | --- |
| 1    | Yokohama F. Marinos    | 13  | 6 | 4 | 1 | 1 | 13 | 5  | +8   |  | Yokohama F. Marinos        |     | 1-2 | 4-1 | 4-0 |
| 2    | Shanghai SIPG          | 9   | 6 | 3 | 0 | 3 | 6  | 10 | -4   |  | Shanghai SIPG              | 0-1 |     | 0-2 | 0-4 |
| 3    | Jeonbuk Hyundai Motors | 7   | 6 | 2 | 1 | 3 | 8  | 10 | -2   |  | Jeonbuk Hyundai Motors     | 1-2 | 1-2 |     | 1-0 |
| 4    | Sydney FC              | 5   | 6 | 1 | 2 | 3 | 8  | 10 | -2   |  | Sydney FC                  | 1-1 | 1-2 | 2-2 |     |

| 1er journée                   | Jeonbuk Hyundai Motors | 1 - 2   | Yokohama F. Marinos             | Stade de la Coupe du monde de Jeonju, Jeonju                    |                                                                 |
| 12 février 2020 11h00 (19h00) | CHO Kyu-seong 80e      | (0 - 2) | 32e Endo · 37e (csc) KIM Jin-su | Spectateurs : 6 546 Arbitrage : Mohammed Abdulla Hassan Mohamed | Spectateurs : 6 546 Arbitrage : Mohammed Abdulla Hassan Mohamed |

| 19 novembre 2020 | Sydney FC   | 1 - 2   | Shanghai SIPG        | Stade international de Khalifa, Doha, (Qatar)     |                                                   |
| 11h00 (13h00)    | Buhagiar 8e | (1 - 0) | 63e 79e LI Shenglong | Spectateurs : 0 Arbitrage : Abdulrahman Al-Jassim | Spectateurs : 0 Arbitrage : Abdulrahman Al-Jassim |

| 2e journée                    | Yokohama F. Marinos               | 4 - 0   | Sydney FC | Stade Nissan, Yokohama                             |                                                    |
| 19 février 2020 11h30 (19h30) | Onaiwu 12e 51e · Nakagawa 31e 33e | (3 - 0) |           | Spectateurs : 11 863 Arbitrage : Mooud Bonyadifard | Spectateurs : 11 863 Arbitrage : Mooud Bonyadifard |

| 22 novembre 2020 | Jeonbuk Hyundai Motors | 1 - 2   | Shanghai SIPG            | Stade international de Khalifa, Doha, (Qatar) |                                              |
| 14h00 (16h00)    | Gustavo 24e            | (1 - 1) | 11e Lü Wenjun · 82e Hulk | Spectateurs : 0 Arbitrage : Ammar Al-Jeneibi  | Spectateurs : 0 Arbitrage : Ammar Al-Jeneibi |

| 3e journée               | Sydney FC                           | 2 - 2 | Jeonbuk Hyundai Motors              | Jubilee Oval, Sydney                         |                                              |
| 4 mars 2020 19h30 UTC+11 | Buhagiar 56e · Le Fondre 77e (pen.) | (0-0) | Brattan 50e (csc) · HAN Kyo-won 89e | Spectateurs : 3 255 Arbitrage : Ahmed Al-Kaf | Spectateurs : 3 255 Arbitrage : Ahmed Al-Kaf |

| 28 novembre 2020 | Yokohama F. Marinos | 1 - 2   | Shanghai SIPG                       | Stade Al-Janoub, Doha, (Qatar)                              |                                                             |
| 14h00 (16h00)    | Onaiwu 21e          | (1 - 1) | 14e CAI Huikang · 55e Ricardo Lopes | Spectateurs : 0 Arbitrage : Mohammed Abdulla Hassan Mohamed | Spectateurs : 0 Arbitrage : Mohammed Abdulla Hassan Mohamed |

| 4e journée                     | Jeonbuk Hyundai Motors | 1 - 0   | Sydney FC | Stade Al-Janoub, Doha, (Qatar)                     |                                                    |
| 25 novembre 2020 11h00 (13h00) | NA Sung-eun 44e        | (1 - 0) |           | Spectateurs : 0 Arbitrage : Hettikamkanamge Perera | Spectateurs : 0 Arbitrage : Hettikamkanamge Perera |

| 25 novembre 2020 | Shanghai SIPG | 0 - 1   | Yokohama F. Marinos | Stade Al-Janoub, Doha, (Qatar)        |                                       |
| 14h00 (16h00)    |               | (0 - 0) | 90e Amano           | Spectateurs : 0 Arbitrage : Ali Sabah | Spectateurs : 0 Arbitrage : Ali Sabah |

| 5e journée                      | Yokohama F. Marinos                                                        | 4 - 1 | Jeonbuk Hyundai Motors | Stade Al-Janoub, Doha, (Qatar)              |                                             |
| 1er décembre 2020 11h00 (13h00) | Bunmathan 17e · Marcos Júnior 51e · Nakagawa 71e · Song Bum-keun 83e (csc) | (1-0) | 54e (pen.) Gustavo     | Spectateurs : 0 Arbitrage : Nawaf Shukralla | Spectateurs : 0 Arbitrage : Nawaf Shukralla |

|               | Shanghai SIPG | 0 - 4 | Sydney FC                                      | Stade Al-Janoub, Doha, (Qatar)                |                                               |
| 14h00 (16h00) |               | (0-2) | Wilkinson 28e · Brattan 33e · Buhagiar 57e 68e | Spectateurs : 0 Arbitrage : Turki Al-Khudhayr | Spectateurs : 0 Arbitrage : Turki Al-Khudhayr |

| 6e journée                    | Sydney FC          | 1 - 1 | Yokohama F. Marinos | Stade international de Khalifa, Doha, (Qatar) |                             |
| 4 décembre 2020 11h00 (13h00) | Trent Buhagiar 29e | (1-1) | 18e Saneto          | Spectateurs : 0 Arbitrage :                   | Spectateurs : 0 Arbitrage : |

|  | Shanghai SIPG | 0 - 2 | Jeonbuk Hyundai Motors      | Stade Al-Janoub, Doha, (Qatar) |                             |
|  |               | (0-2) | 16e 32e (pen.) CHO Gue-sung | Spectateurs : 0 Arbitrage :    | Spectateurs : 0 Arbitrage : |